# 森下一期
森下 一期（もりした かずき、1943年 - 2016年）は日本の教育者、教育学者。元和光中学校・高等学校校長。専門は技術教育学、職業教育。
東京都立大学附属高等学校を11期生として卒業後、東京工業大学へ進学する。大学卒業後は和光中学校技術科教諭となった。その後、職業訓練大学校助教授に転身し、1985年には名古屋大学教育学部助教授となり技術教育学研究室で教育・研究に従事する。1995年に和光中学校・高等学校校長に着任した。そして、当時の教育実践を2000年に『高校生の総合学習と学び』・『中学生の学びと総合学習』として出版した。退任後は、和光学園理事を務めた。

## 著書
- 『子どもの遊びと手の労働』（共著、寺内定夫、あすなろ書房、1974年）
- 『ぼくとナイフ』（共著、村田道紀絵、岩波書店、1980年）
- 『教材研究と授業づくり』（共著、中村謹也、森和夫、山崎昌甫、職業訓練大学校指導科、1981年）
- 『職業技術教育の教授法』（翻訳、職業訓練大学校、エス・ヤー・バトゥイシェフ、1984年）
- 『高校生の総合学習と学び』（編著、晩聲社、2000年）
- 『中学生の学びと総合学習』（編著、田中伸子、旬報社、2000年）
- 『｢十七歳｣に何が起こっているのか』（共著、山岡寛人ほか、旬報社、2000年）